# رومان هاگارا
رومان هاگارا (انگلیسی: Roman Hagara؛ زادهٔ ۳۰ آوریل ۱۹۶۶) قایقران قایق بادبانی اهل اتریش است.